# 光叶鸡骨柴
光叶鸡骨柴（学名：Elsholtzia fruticosa var. glabrifolia）为唇形科香薷属下的一个变种。

## 扩展阅读
- 維基物種上的相關：光叶鸡骨柴